# Большая хоральная синагога (Кропивницкий)
Кропивницкая Большая хоральная синагога  — синагога в городе Кропивницком. Величественный городской историко-архитектурный памятник в эклектичном стиле; сейчас значительный городской центр еврейской культуры, религии и благотворительности.

## Расположение и описание

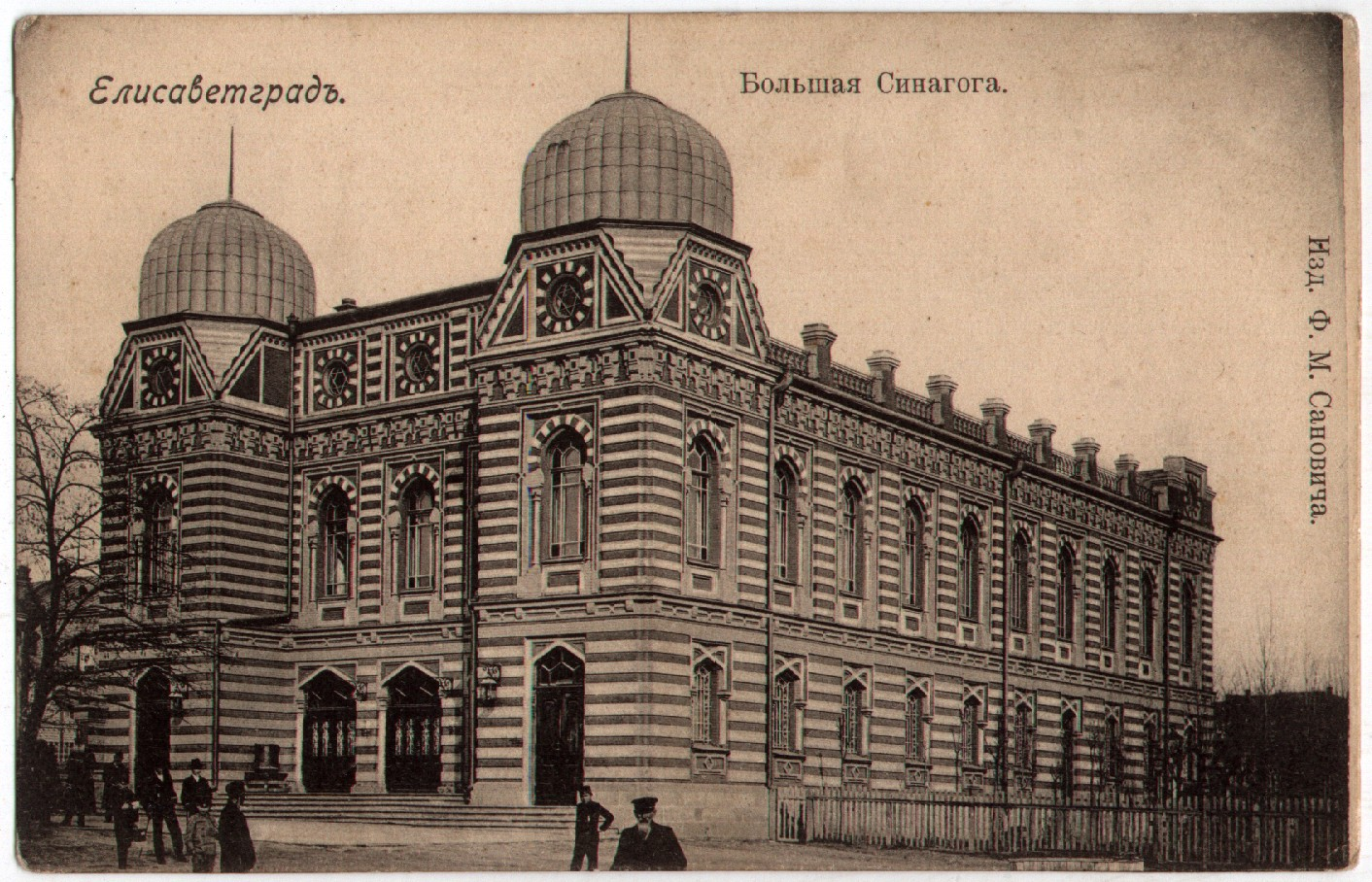
Большая синагога, 1912

Кропивницкая Большая хоральная синагога расположена в центре Кропивницкого.
Автор проекта - известный елисаветградский архитектор Александр Лишневский.
Оригинальное двухэтажное здание выполнено в характерном эклектичном стиле конца XIX века с романтическим направлением мавританского стиля . Современная Большая хоральная синагога стоит на месте старой синагоги 1853-го года, которая была разобрана в 1895 году из-за аварийности конструкций. Работы по возведению культового сооружения продолжались в 1895-97 годах.
В разгар Гражданской войны 7-15 мая 1919 года постанцы Григорьева дойдя до Елисаветграда убили более трёх тысяч евреев города и ограбили эту синагогу.
В 1930-х годах в ходе сталинских репрессий отсюда сотрудниками ОГПУ и НКВД похищались местные евреи обвиняемые в "контрреволюции", многие из них погибли от пыток на допросах.
Во времена оккупации в 1941-1944 нацисты собирали здесь евреев, которых потом везли на расстрел. Самыми популярными местами казней в тогдашнем Кировограде была улица Волкова и Крепость Святой Елисаветы.
В советское время в помещении городской синагоги размещался клуб Калинина, иногда здесь демонстрировалось раритетное кино .
В 2023 году во время почтения памяти жертв Холокоста глава местной общины провел параллель между геноцидом евреев и геноцидом украинцев который в настоящий момент совершает Россия 

## Очаг культуры и милосердия

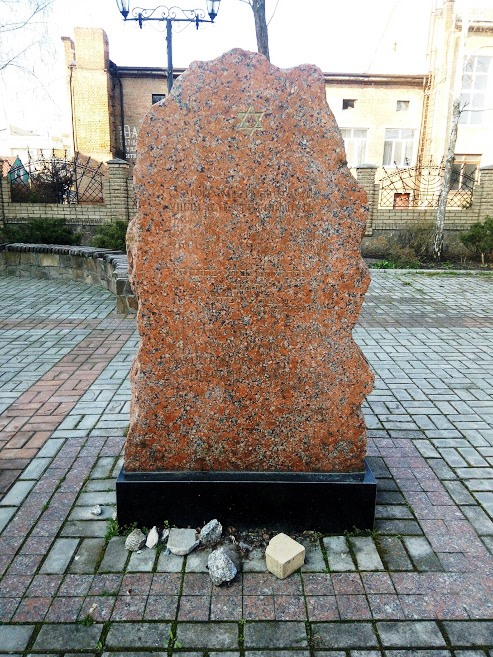
Памятный знак жертвам Холокоста

В 1997 году начала свою работу Кировоградская Служба милосердия еврейской общины. В 2002 году ее реорганизовали в Кировоградский областной Благотворительный еврейский общинный центр «Хесед Шломо».  Центр охватывает благотворительной помощью евреев и членов их семей (в том числе и не евреев) города и области, работают несколько программ помощи.  Финансирование Центра осуществляется за счёт спонсорства, в том числе и из-за рубежа .
В 1998 году в помещении синагоги начали работу два значительных проекта еврейской культуры  :
- исторический музей «Евреи Елисаветграда» — на время создания первый общинный еврейский музей в Украине;
- еврейский музыкально-драматический театр «Тхия» - с 2002 года «Народный еврейский театр»; активное участие в работе заведения принимают более 40 самодеятельных актеров, со своими представлениями побывали и в других городах Украины.